# Aplanus albidus
Aplanus albidus är en insektsart som beskrevs av Ball 1900. Aplanus albidus ingår i släktet Aplanus och familjen dvärgstritar. Inga underarter finns listade i Catalogue of Life.